# John Stones
John Stones (Barnsley, 28. svibnja 1994.) je engleski nogometaš, koji trenutačno igra za engleski nogometni klub Manchester City i englesku nogometnu reprezentaciju. Stones igra većinom kao središnji branič, ali može i igrati kao desni bek.
Započeo je svoju karijeru u Barnsleyju, gdje je u Championshipu profesionalno debitirao u ožujku 2012. godine. Zatim je prešao u Everton za tri milijuna eura u siječnju 2013. godine. Sa svojim transferom u Manchester City je Stones postao drugi najskuplji nogometni branič u povijesti.
Stones je debitirao za englesku nogometnu reprezentaciju u 2014. i predstavljao je svoju domovinu na Europskom prvenstvu u 2016. godini.

## Klupska karijera

### Barnsley
Stones je rođen u Barnsleyju, gdje je počeo trenirati nogomet u juniorskoj školi Barnsley F.C. U prosincu 2011. godine je potpisao profesionalni ugovor s prvom momčadi tog kluba. Debitirao je u Championshipu u ožujku 2012. godine protiv Readinga, gdje su Redsi izgubili s 0:4. Zabio je svoj jedini gol za Barnsley u kolovozu 2012. protiv Rochdalea.

### Everton
U ožujku 2013. godine, Stones je prešao iz Barnsleyja u Everton za tri milijuna eura. Branič je potpisao pet i pol godišnji ugovor s engeskim prvoligašem. Te sezone ga trener u tri utakmice nije uveo u igru s klupe, počevši s porazom protiv Manchester Uniteda u veljači te godine.

#### 2013./14. sezona
Za Everton je odigrao svoju prvu utakmicu 28. kolovoza iste godine protiv Stevenagea u drugom kolu Lige kupa na Goodison Parku. Stones je debitirao u Premier ligi u 1:0 pobjedi protiv Chelseaja u rujnu 2013. godini. U domaćoj utakmici je ušao kao zamjena za Stevena Naismitha. Stones je po prvi put bio u udarnoj postavi u Premier ligi protiv Stoke Cityja, 1. siječnja 2014. godine.

#### 2014./15.
U kolovozu 2014. godine je Stones potpisao novi petogodišnji ugovor do 2019. U listopadu je Stones protiv Manchester Uniteda ozlijedio gležanj te bio izvan terena između 10 i 14 tjedana. Ipak je engleski branič bio nominiran za Golden Boy, nagrada za najboljeg mladog nogometaša koji igra u Europi. Raheem Sterling je na kraju dobio nagradu.
U Europskoj ligi protiv BSC Young Boysa je Stones dobio crveni karton zbog prekršaja na Guillaumea Hoaraua u kaznenom prostoru. Everton je tu utakmicu pobijedila s 1:4 s igračem manjem. Branič je zabio svoj prvi pogodak za The Toffees u 3:0 pobjedi protiv Uniteda iz Manchestera u travnju 2015. godine.

#### 2015./16.
U srpnju i kolovozu 2015. godine je Stones navodno bio dio ponuda od strane Chelseaja, koje Everton nije prihvatio. U prosincu iste godine je Stones u produžetku utakmice napravio prekršaj na Marka Arnautovića protiv Stoke Cityja na Goodison Parku, koji su na kraju zabili jedanaesterac za konačnih 3:4.

### Manchester Ciy
Stones potpisao je ugovor na šest godina vrijedan 55 milijuna eura s Manchester Cityjem, objavila je najprije UEFA, a onda potvrdio na svojim stranicama i engleski prvoligaš u kolovozu 2016. Stones je postao tako drugi najskuplji obrambeni igrač na svijetu nakon Brazilca Davida Luiza. Stones je debitirao za City u ligaškoj pobjedi protiv Sunderlanda u kolovozu 2016. godine.

## Reprezentativna karijera
U kolovozu 2014. godine je debitirao za Englesku protiv Perua. Stones je bio na širem popisu engleskih reprezentativaca za nastup na Svjetsko prvenstvo u Brazilu, međutim izbornik ga je izostavio s konačnog popisa. Engleski nogometni izbornik objavio je u svibnju 2016. popis za nastup na Europskom prvenstvu u Francuskoj, na kojem je se nalazio Stones. Stones nije nastupao na Europskom prvenstvu u 2016. godini. S porazom protiv Islanda, Engleska se nije uspjela plasirati u četvrtfinale Europskog prvenstva.